# 到達不能極基地
到達不能極基地 （露：Полюс недоступности）は1958年に設置された南極のケンプ・ランド（Kemp Land）の南到達不能極（南極内の海から最も遠い場所）にある、ソ連の南極観測基地である。基地の経緯度は南緯82度06分 東経54度58分 / 南緯82.100度 東経54.967度である。 (いくつかの情報源では南緯83度06分 東経54度58分 / 南緯83.100度 東経54.967度。）1958年12月14日から1958年12月26日まで、気象観測を実施した。年間最低気温は-58.2°C。
到達不能極基地は南極点から878キロメートルの位置にありソヴィエツカヤ南極観測基地から約600キロメートル離れている。表面高度は3800メートルで、1958年12月14日、第3ソ連南極探検隊の18人の探検隊によって到達された。WMO IDは89550
南極大陸の氷床は常に動いているため、氷床の上に設置された到達不能極基地は、正確な到達不能極からずれている。しかし、後述するの「チームN2i」に際し、ギネス世界記録はソ連の探検隊の実績に鑑みて、（スポーツの一種としての）冒険に関してなら、到達不能極基地は南到達不能極であるとした。

## 歴史
機材と人員は第3ソ連南極探検隊が運営する南極のトラクター護衛隊によって輸送された。基地には4人用の小屋、ラジオ・シャック、電源管理用の小屋があった。これらの建物は横断に用いたトラクターの上に建設され、宿泊施設として使われていた。小屋の隣には滑走路が整備され、1958年12月18日にLi-2が着陸した。outpostにはディーゼル発電機とトランスミッターが装備されていた。 12月26日、outpostは引き払われることになった。4人の研究者は空路で、残りの14人はトラクターで帰った。基地を安全に常設運転するためには他の研究所から遠すぎると考えられていたので、短期間にのみ使用されるようになった。
第8ソ連南極観測隊は1964年2月1日に到達不能極基地を5日間訪れた。
アメリカのクイーン・モッドランド観測隊は、1965年1月27日にアムンゼン・スコット基地から到達不能極基地に到達した。観測隊員は2月1日にC130に乗って出発した。1965年12月15日には、また別のアメリカ人隊員が観測のため到達し、雪上車を改装し、クイーン・モッドランド計画を続行し、新たに設置されたプラトー基地に1月29日に到着した。
1967年には第12ソ連南極観測隊が到達不能極基地を訪れた。
2007年1月19日には、イギリス人4人の「チームN2i」が初めて機械の補助無しで（つまり徒歩で）到達不能極基地に到達した（改造したフォイルカイトは使用した）。
2011年12月27日、セバスチャン・コープランドとエリック・マクネア-ランドリーの「受け継がれし南極横断」間には、ロシアのノボラザレフスカヤ基地から徒歩とスノーカイトで到達不能極基地に到達し、4100キロメートルに及ぶ南極の最初の部分的な東西横断を達成した。

### 史跡として
基地の建造物には、レーニンの胸像がモスクワを向くように設置されている。しかし2007年時点でその殆どの部分が雪で埋もれてしまった。ロシアが南極条約の会議に提案した結果、1958年にソビエト南極の探検家による到達不能極の到達を記念した銘板とともに、埋没した建造物と胸像は、南極史跡記念物のHSM 4に指定された。